# Shakh-Nazarly
Shakh-Nazarly är en ort i Azerbajdzjan.   Den ligger i distriktet Şabran Rayonu, i den nordöstra delen av landet, 130 km nordväst om huvudstaden Baku. Shakh-Nazarly ligger 72 meter över havet och antalet invånare är 1 092.
Terrängen runt Shakh-Nazarly är platt åt nordost, men åt sydväst är den kuperad. Närmaste större samhälle är Divichibazar, 13,1 km sydost om Shakh-Nazarly.
Trakten runt Shakh-Nazarly består till största delen av jordbruksmark. Runt Shakh-Nazarly är det ganska glesbefolkat, med 47 invånare per kvadratkilometer.